# Церковь Софии в Средних Садовниках
Храм Софии Премудрости Божией в Средних Садовниках — православный храм Москворецкого благочиния Московской епархии, расположенный на острове Балчуг напротив Московского Кремля. Комплекс церкви (трапезная, колокольня и дом причта) является памятником архитектуры федерального значения. По имени церкви названа Софийская набережная (приход занимает д. 32, стр. 13 и 14).

## История
Первый деревянный храм здесь был построен в 1493 году. Предположительно, он был освящён во имя святой Софии в связи с тем, что рядом проживали выходцы из Новгорода. Позднее на этом берегу Москвы-реки были разбиты царские сады, и местность стали называть Садовниками.

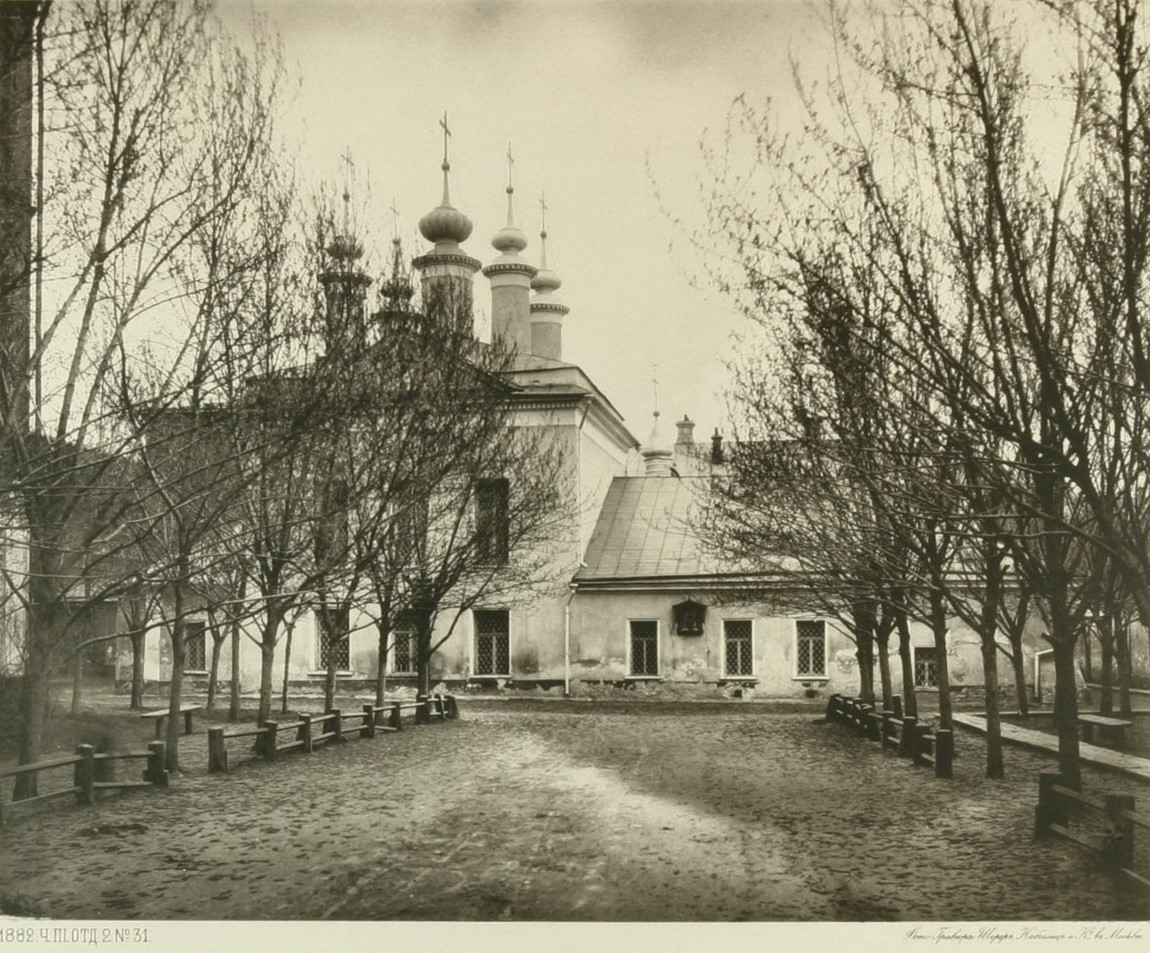
Церковь Софии в Средних Садовниках в 1882 г.

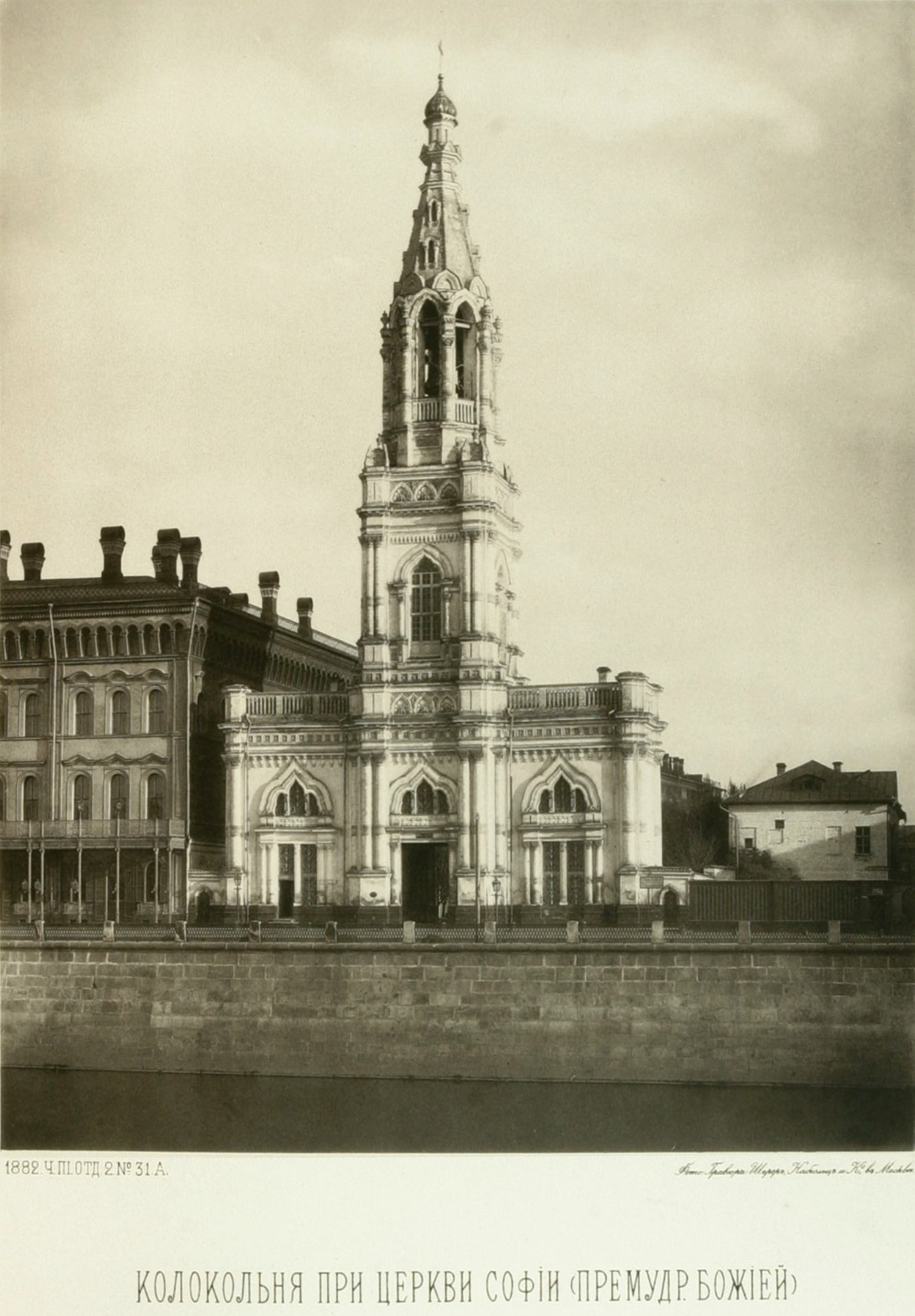
Колокольня при церкви Софии в 1882 г.

Каменный храм был построен на месте деревянной церкви в середине XVII века, первое его упоминание относится к 1682 году. Предположительно, в 1680-х годах была проведена первая перестройка храма, в результате чего одноглавие было заменено на пятиглавие. В XVIII—XIX годах церковь перестраивали ещё несколько раз. В 1891—1893 годах старая трапезная была заменена на новую с приделами Андрея Первозванного и Николая Чудотворца. Окна трапезной украшены килевидными наличниками. Внешняя отделка храма была выполнена в русском стиле. Барабаны пятиглавия украшены кокошниками.
В 1862—1868 годах по проекту архитектора Н .И. Козловского была построена отдельно стоящая колокольня, выходящая на набережную. Колокольня, выполненная в русско-византийском стиле, состоит из трёх ярусов. Стилистически она перекликается с кремлёвскими башнями на другой стороне реки. Это архитектурная доминанта Софийской набережной.

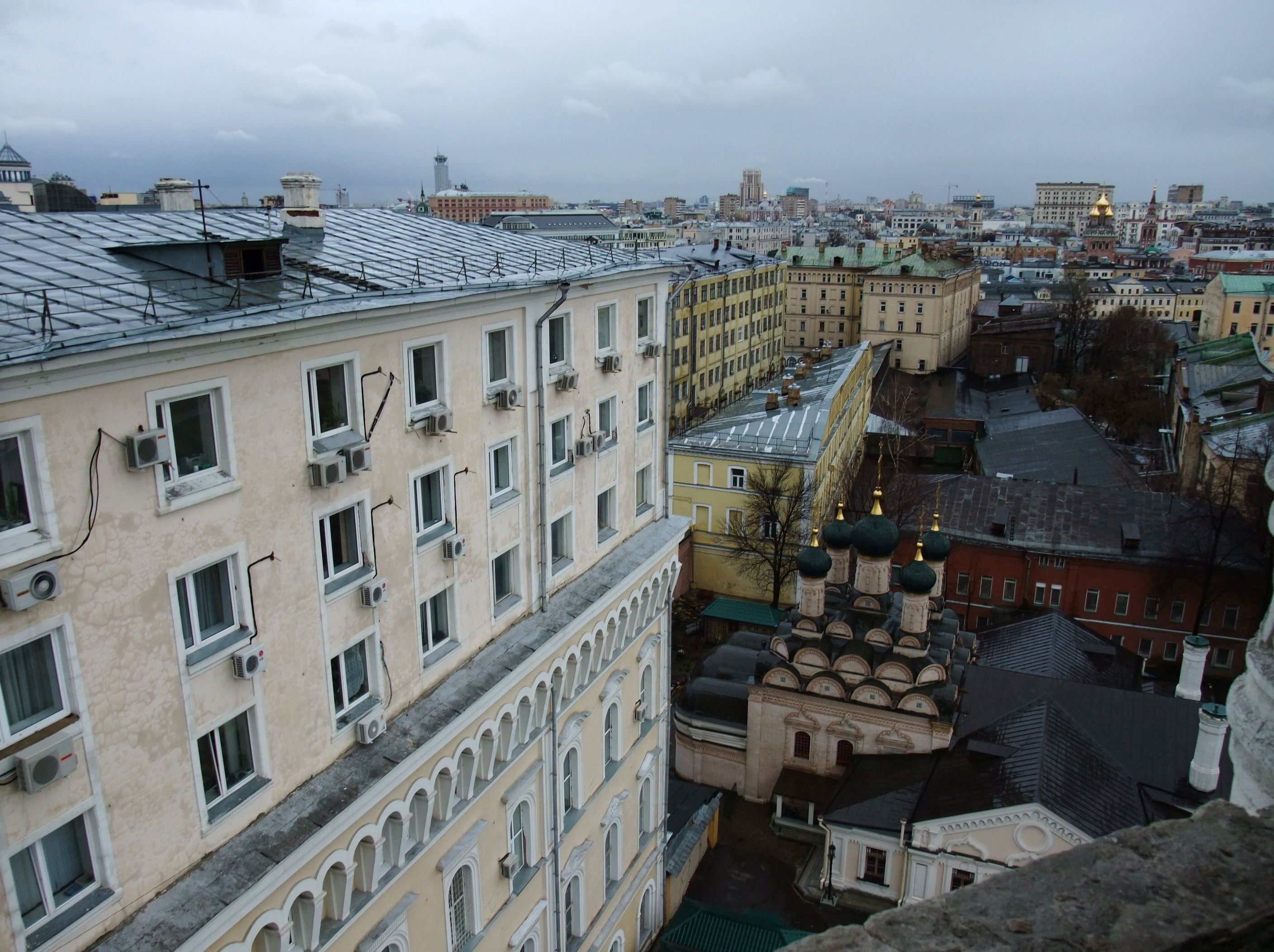
Церковь Софии в Средних Садовниках. Вид с колокольни храма. 2015 г.

В 1930 году церковь была закрыта. Икона храма «Богоматерь Владимирская» передана в собрание Третьяковской галереи. Здание храма сначала занимал клуб завода «Красный факел», потом оно было переделано под жильё с устройством межэтажных перекрытий. В 1941 году в него попала немецкая бомба. Очевидец писал о храме в 1965 году:

Церковь имеет облезлый, грязный вид. Штукатурка местами обвалилась, некоторые кирпичи выскочили, в алтаре пробита дверь. Кресты сломаны, вместо них приделаны телеантенны. Внутри жилые квартиры.
В 1970—1980 годах проводились реставрационные работы, после которых в здание въехала лаборатория термомеханической обработки Института стали и сплавов. Колокольню отдали под трест «Союзподводгазстрой».
В 1992 году храм был возвращён православной церкви, а в 2004 году там прошла первая литургия. В 2012 году приступили к реставрации колокольни. Летом 2013 года, под руководством звонарей Московского Кремля и Храма Христа Спасителя, были отлиты и установлены новые колокола: гармонически единый подбор во главе с благовестником весом семь тонн. В настоящее время это самый мощный приходской звон центра Москвы.

## Мероприятия
С 2012 года благотворительным Фондом возрождения культуры и традиций малых городов Руси в храме ежегодно организуются концерты духовной, народной и классической музыки, посвящённые празднику Крещения Руси и Дню равноапостольного великого князя Владимира.

## Духовенство
- Настоятель — протоиерей Владимир Волгин
- Иерей Василий Бакулин
- Иерей Константин Кувшинников
- Иерей Игорь Спартесный
- Иерей Димитрий Данилов
- Диакон Геннадий Сорока
- Диакон Сергий Сальников
- Диакон Иоанн Грузинов[7]

## Мастерская «София» при храме
Мастерская была основана в 2002 г. по благословению Святейшего Патриарха Московского и всея Руси Алексия II при храме Софии Премудрости Божией. В своем письме ныне покойный Святейший Патриарх отмечал: «Изделия этой мастерской не имеют аналогов, корнями своими уходят в традиции древнего византийского и русского ювелирного искусства и представляют собой их творческое осмысление современным сознанием церковных мастеров».
Изделия мастерской «София» неоднократно получали высокие награды на престижных ювелирных выставках, многие стали экспонатами исторического музея.